# White Horse Stones
Die White Horse Stones (lower und upper) sind Reste eines jungsteinzeitlichen Kammergrabes (englisch chambered tombs) vom Typ Medway Tomb, auf dem Blue Bell Hill in der Nähe von Aylesford in Kent in England. Sie stehen seit 1979 unter Schutz.
Der große Sarsenstein misst 2,4 × 1,5 × 0,6 m und sieht einem Pferd ähnlich. Die White Horse Steine sollen ein Denkmal für Horsa, einem großen Krieger und König von Kent sein, der angeblich in der Nähe des Steins starb. Wahrscheinlich liegt jedoch die Geschichte von Hengest und Horsa zugrunde.
In der modernen Forschung werden sie nicht als historische Personen, sondern als Konstrukt der Überlieferung betrachtet. 
Die Steine werden auch mit den zerstörten Smythe’s Megalithen verbunden, einem etwa 2,1 m langen Kammergrabrest aus drei Tragsteinen, in dem im Jahre 1822 menschliche Überreste und Keramik entdeckt wurden. Smythe’s Megalith lag am Ende des gleichen Feldes wie die White Horse Stones. In der Nähe lagen neun kleiner Steine. 300 m westlich lag der 1823 zerstörte Lower White Horse Stone.

## Umfeld
Die Umgebung der Steine wurde im Rahmen der Errichtung des Channel Tunnel Rail Link ausgegraben und ist heute schwer zugänglich. Es gab Hinweise auf ein prähistorisches Gräberfeld, sowie ein frühneolithisches Langhaus, das bisher einzige in Kent. Die Ausgrabungen erbrachten auch Belege für eine spätbronzezeitliche-früheisenzeitliche Besiedlung mit Siedlungsbestattungen in Gruben. Eine Darre des 13. Jahrhunderts wurde am North Downs Way gefunden.